# Fluido de formação
Fluido de formação refere-se ao líquidos e gases que ocorrem naturalmente contidos em formações geológicas. Fluidos introduzidos durante o processo de perfuração são chamados fluidos de perfuração. Fluidos no óleo ou gás de um reservatório são chamados fluidos de reservatório. Os fluidos fluindo da boca de poço de um poço de petróleo ou gás são chamados fluidos de produção.